# Hiperkalcemia
Hiperkalcemia – stan podwyższonego poziomu wapnia w surowicy krwi. W zależności od źródeł za górną granicę normy stężenia wapnia całkowitego w surowicy uznaje się 2,6 mmol/l (10,5 mg/dl) bądź 2,75 mmol/l (11 mg/dl) lub stężenia wapnia zjonizowanego powyżej 1,25 mmol/l (5,0 mg/dl). Umiarkowana hiperkalcemia (<3,0 mmol/l; <12,0 mg/dl) przebiega zazwyczaj bez żadnych objawów, w ciężkiej lub gwałtownie narastającej hiperkalcemii może dojść do przełomu hiperkalcemicznego.
Około 70% przypadków wywołanych jest nowotworem, a 20% pierwotną nadczynnością przytarczyc. Mechanizm powstawania najczęściej polega na mobilizacji wapnia wbudowanego w kościec. Hiperkalcemia wywołuje w EKG charakterystyczne zmiany - wydłużenie odstępu PQ i skrócenie odstępu QT.

## Objawy
Charakterystyczne symptomy hiperkalcemii nazywane są zespołem hiperkalcemicznym. Należą do nich:

### Ze strony układu moczowego
- hiperkalciuria
- wielomocz na skutek obniżenia wrażliwości receptorów w cewkach nerkowych na wazopresynę[4]
- wapnica nerek (nefrokalcynoza)
- kamica nerkowa powodująca napady kolki nerkowej

### Ze strony układu sercowo-naczyniowego
Nadciśnienie tętnicze i przerost lewej komory są skutkiem odkładania się fosforanów wapnia w mięśniu sercowym i ścianach naczyń oraz zwapnienia zastawek. Dodatkowy wpływ ma pogarszająca się czynność nerek. Wysoki poziom wapnia oddziałuje na serce batmotropowo dodatnio, zwiększając siłę i częstotliwość skurczów serca i powodując tym samym tachykardię. W ciężkich przypadkach pojawić się mogą komorowe zaburzenia rytmu serca, bloki przedsionkowo-komorowe, wymagające pilnej hospitalizacji i leczenia, w przeciwnym razie mogą doprowadzić do wstrząsu kardiogennego i nagłej śmierci w mechanizmie migotania komór.
W elektrokardiografii obecne wydłużenie odstępu PQ i skrócenie QT.

### Ze strony przewodu pokarmowego
Jony Ca2+ pobudzają receptory wapnia (ang. calcium-sensing receptor, CaSR), co stymuluje produkcję gastryny. Tym samym prowadzą do zwiększenia produkcji soku żołądkowego, którego nadmiar prowadzi do rozwoju choroby wrzodowej żołądka i dwunastnicy. W hiperkalcemii występują bóle w nadbrzuszu, nudności, wymioty, brak apetytu i zaparcia. Ponadto proenzymy trzustkowe reagują na obecność wapnia aktywacją, co może w konsekwencji doprowadzić do kamicy dróg żółciowych i ostrego zapalenia trzustki. Hiperkalcemia może również wywołać niedrożność porażenną jelit. Odwodnienie u chorych z pierwotną nadczynnością przytarczyc wskutek wymiotów, biegunki, gorączki grozi przełomem hiperkalcemicznym.

### Ze strony układu nerwowego[3]
- splątanie
- senność
- ból głowy
- depresja
- śpiączka

### Objawy nerwowo-mięśniowe
Odwrotnie niż w przypadku mięśnia sercowego, wapń oddziałuje na mięśnie szkieletowe batmotropowo ujemnie. Ponieważ jony wapnia blokują kanały sodowe, jego wysokie stężenia prowadzą do podwyższenia progu depolaryzacji. Jest to bezpośrednią przyczyną osłabienia siły mięśniowej, odruchów ścięgnistych oraz łatwiejszej męczliwości.

### Inne objawy
- świąd skóry[4]
- bóle stawów[4]

Przełomu hiperkalcemicznego należy obawiać się, gdy stężenie wapnia w surowicy przekracza 3,75 mmol/l (15 mg/dl). Jego objawy szybko postępują i nieleczony prowadzić może do ostrej niewydolności nerek i śpiączki. Do pozostałych objawów przełomu należą:
- poliuria
- polidypsja
- gorączka
- senność i śpiączka
- znaczne odwodnienie
- ostre zapalenie trzustki
- zaburzenia psychiczne

## Przyczyny
Pierwotna nadczynność przytarczyc wraz z chorobami nowotworowymi jest odpowiedzialna za około 90% przypadków hiperkalcemii.

### Przyczyny związane z funkcją przytarczyc
- Pierwotna nadczynność przytarczyc
  - samotny gruczolak przytarczycy
  - pierwotna hiperplazja przytarczyc
  - rak przytarczyc
  - zespoły MEN1, MEN2A i MEN4
- Terapia litem
- Rodzinna hipokalciuria hiperkalcemiczna

### Przyczyny nowotworowe
- Guz lity z przerzutami (np. rak piersi)
- Guz lity hormonalnie wpływający na wzrost stężenia wapnia (np. rak płuc, rak nerki, feochromocytoma)
- Nowotwory hematoonkologiczne (np. szpiczak mnogi, chłoniak, białaczka)

### Przyczyny związane z witaminą D
- Zatrucie witaminą D lub jej metabolitami
- Wytwarzanie 1,25(OH)2D przez ziarniniaki w sarkoidozie lub przez chłoniaki
- Hiperkalcemia z odbicia po rabdomiolizie

### Nadmierna mobilizacja zkości
- Nadczynność tarczycy
- Szpiczak mnogi
- Długotrwałe unieruchomienie
- Choroba Pageta kości
- Stosowanie tiazydów
- Zatrucie witaminą A
- Nowotwory kości

### Niewydolność nerek
- Ciężka wtórna nadczynność przytarczyc
- Nadczynność przytarczyc trzeciorzędowa
- Zatrucie glinem
- Zespół Burnetta

### Pozostałe
- Niedoczynność kory nadnerczy
- Zespół Zollingera-Ellisona

## Leczenie[10]
- Leczenie choroby podstawowej
- Zwiększenie wydalania wapnia przez nerki – intensywne nawadnianie przez podanie do 5l 0,9% NaCl, jednocześnie podając furosemid i.v. 20–40 mg po wcześniejszej ocenie czynności nerek
- Zmniejszenie uwalniania wapnia z kości – można podawać kalcytoninę i.v. 100 IU 2-4 razy dziennie, pamidronian i.v. lub kwas zoledronowy i.v.
- Hamowania wchłaniania wapnia z przewodu pokarmowego – hydrokortyzon 100 mg i.v. co 6h
- U chorych z niewydolnością nerek i objawową hiperkalcemia konieczna może być eliminacja wapnia poprzez dializę